# Фриман, Райнер
Ра́йнер Фри́ман (фин. Rainer Friman; род. 23 августа 1958, Пори, Финляндия) — финский певец, писатель и журналист.

## Биография
Родился в 1958 году в Пори в цыганской семье. Свой творческий путь начал в 1975 году. Широкую известность получил в 1986 году, когда принял участие в фестивале «Tangomarkkinat» в Сейняйоки и был коронован «первым принцем танго» (королём танго стал Теуво Ойнас). В 1990 году победил на певческом конкурсе «Syksyn Sävel» (Осенняя мелодия) с песней «Se on salaisuus», в 1992 году — с песней «Virta vie, virta tuo».
В конце 1980-х и в начале 1990-х годов Фриман был одним из наиболее известных исполнителей Финляндии. За это время было продано почти 400 тыс. экземпляров его шести альбомов и двух сборников; пять его альбомов получили статус платинового диска, ещё три — золотого диска.
В 1991 году финансовое положение Фримана пошатнулось, у него был огромный долг по налогам. Тем не менее, через некоторое время ему удалось выплатить долги и вновь встать на ноги.
В 2003 году выдвинул свою кандидатуру в Парламент от Центристской партии, однако избран не был.
Работал в ряде газет и журналов, в том числе религиозного содержания; ведёт программу «Ihmisen ääni» (Голос человека) на Radio Dei. Также является автором нескольких книг, преимущественно на христианскую тематику, опубликовал книгу Юхи Нумминена «Tähti Etsii Taivasta» (Звезда ищет небо).
Дважды был женат, имеет пятеро детей.

## Дискография
- 1983 Ystävälleni (Alida ja Rainer Friman) (Tamac-002)
- 1987 Oi kuu, oi kuu (Selecta 023) (Золотой диск — 1988, Платиновый диск — 1991)
- 1988 Sinä iltana tähdet (Selecta 025) (Золотой диск — 1989, Платиновый диск — 1990)
- 1989 Venäjän taikaa (Selecta 026) (Золотой диск — 1990)
- 1989 Linnut (Selecta 029) (Золотой диск, Платиновsй диск — 1990, наиболее успешный альбом Фримана, продано 81 000 экземпляров)
- 1990 18 suosituinta (Selecta 032) (Сборник, Золотой диск — 1991, Платиновый диск — 1992)
- 1990 Se on salaisuus (Selecta 039) (Золотой диск, Платиновый диск — 1991)
- 1991 18 uusinta suosituinta (Selecta 052) (Золотой диск — 1992)
- 1991 Rakkaimmat hengelliset laulut (Selecta 054)
- 1991 Mutkainen tie (Selecta 056)
- 1992 Virta vie, virta tuo (Selecta 065) (Золотой диск — 1994)
- 1993 Sulle kauneimmat lauluni laulan (MLCD 4001)
- 1994 Maa nauraa kukkasillaan (Bluebird 1112)
- 1995 Hohtakoon tähdet (Bluebird 1122)
- 1997 20 suisituinta (Bluebird 622)
- 1998 Olen onnellinen (Bluebird, 1998)
- 2000 20 Parasta (IDSCD 514)
- 2001 Kesätaivas (Kaktus Records)
- 2004 Elämän estradilla (ACD 1253)
- 2005 Laulajan tie (ACD 1267) юбилейный альбом
- 2007 Tunteet valloilleen (MGM 96)
- 2010 Tänään (Sony music 2010)